# Czaple (Ukraina)
Czaple (ukr. Чаплі) – wieś w rejonie samborskim (wcześniej w rejonie starosamborskim) obwodu lwowskiego Ukrainy. Wieś liczy około 894 mieszkańców. Leży nad rzeką Strwiąż. Jest siedzibą silskiej rady. Silskiej radzie podlegają między innymi wsie: Humieniec, Janów, Pawłówka, Rajnowa. Pierwsza wzmianka o wsi pochodzi z 1374.
Wieś prawa wołoskiego w pierwszej połowie XV wieku. Wieś szlachecka, własność Tarłów, położona była w 1589 roku w ziemi przemyskiej województwa ruskiego. W 1921 liczyły około 786 mieszkańców. Znajdowały się w powiecie samborskim.

## Ważniejsze obiekty
- Cerkiew greckokatolicka
- Ruiny wielkiego zamku
- Dwór z pięknym ogrodem[3]
- Kościół św. Anny w Czaplach – nieistniejący
- Klasztor karmelitów – nieistniejący